# Kryterium Asów Polskich Lig Żużlowych im. Mieczysława Połukarda 1997
Kryterium Asów Polskich Lig Żużlowych im. Mieczysława Połukarda 1997 – 16. edycja turnieju żużlowego poświęconego pamięci polskiego żużlowca, Mieczysława Połukarda odbył się 23 marca 1997. Zwyciężył Tomasz Gollob.

## Wyniki
- 23 marca 1997 (niedziela), Stadion Polonii Bydgoszcz
- NCD: Jacek Gollob – 63,62 w wyścigu 1
- Sędzia: Wojciech Grodzki

| Msc. | Zawodnik                | Klub         | Pkt |             |  |
| ---- | ----------------------- | ------------ | --- | ----------- |  |
| 1    | (5) Tomasz Gollob       | Bydgoszcz    | 15  | (3,3,3,3,3) |  |
| 2    | (3) Jacek Gollob        | Bydgoszcz    | 13  | (3,2,3,2,3) |  |
| 3    | (13) Sławomir Drabik    | Częstochowa  | 12  | (3,2,3,3,1) |  |
| 4    | (9) Piotr Protasiewicz  | Bydgoszcz    | 10  | (2,0,2,3,3) |  |
| 5    | (10) Dariusz Śledź      | Wrocław      | 9   | (3,3,2,0,1) |  |
| 6    | (1) Roman Jankowski     | Leszno       | 9   | (2,1,1,2,3) |  |
| 7    | (2) Robert Dados        | Grudziądz    | 9   | (1,2,2,2,2) |  |
| 8    | (11) Piotr Świst        | Gorzów Wlkp. | 8   | (1,3,3,0,1) |  |
| 9    | (14) Tomasz Bajerski    | Gorzów Wlkp. | 8   | (2,1,0,3,2) |  |
| 10   | (6) Jacek Krzyżaniak    | Toruń        | 7   | (2,0,1,2,2) |  |
| 11   | (8) Sebastian Ułamek    | Częstochowa  | 7   | (1,2,1,1,2) |  |
| 12   | (15) Jacek Gomólski     | Bydgoszcz    | 5   | (1,1,1,2,0) |  |
| 13   | (4) Robert Sawina       | Gniezno      | 3   | (0,3,0,0,0) |  |
| 14   | (7) Rafał Dobrucki      | Piła         | 3   | (0,0,1,1,1) |  |
| 15   | (12) Andrzej Huszcza    | Zielona Góra | 1   | (0,1,0,d,0) |  |
| 16   | (16) Jarosław Olszewski | Piła         | 1   | (0,0,0,1,w) |  |
|      | rez. Eugeniusz Tudzież  | Bydgoszcz    |     | (0)         |  |

Bieg po biegu
1. [63,62] J. Gollob, Jankowski, Dados, Sawina
2. [63,91] T. Gollob, Krzyżaniak, Ułamek, Dobrucki
3. [65,97] Śledź, Protasiewicz, Świst, Huszcza
4. [65,44] Drabik, Bajerski, Gomólski, Olszewski
5. [63,75] T. Gollob, Drabik, Jankowski, Protasiewicz
6. [65,72] Śledź, Dados, Bajerski, Krzyżaniak
7. [65,40] Świst, J. Gollob, Gomólski, Dobrucki
8. [66,31] Sawina, Ułamek, Huszcza, Olszewski
9. [65,63] Świst, Krzyżaniak, Jankowski, Olszewski
10. [65,28] T. Gollob, Dados, Gomólski, Huszcza
11. [64,84] J. Gollob, Protasiewicz, Ułamek, Bajerski
12. [66,84] Drabik, Śledź, Dobrucki, Sawina
13. [66,25] Bajerski, Jankowski, Dobrucki, Huszcza
14. [66,56] T. Gollob, J. Gollob, Olszewski, Śledź
15. [64,50] Drabik, Dados, Ułamek, Świst
16. [65,94] Protasiewicz, Krzyżaniak, Gomólski, Sawina
17. [66,56] Jankowski, Ułamek, Śledź, Gomólski
18. [66,25] Protasiewicz, Dados, Dobrucki, Tudzież Tudzież za Olszewskiego
19. [65,16] J. Gollob, Krzyżaniak, Drabik, Huszcza
20. [66,10] T. Gollob, Świst, Bajerski, Sawina